# LATAM 브라질의 운항 노선
아래는 LATAM 브라질의 취항지 목록으로 자회사인 LATAM 파라과이도 포함된다.(2016년 3월 현재)

## 운항 노선

### 아프리카

#### 남아프리카
- 남아프리카 공화국
  - 요하네스버그 – OR 탐보 국제공항

### 유럽

#### 서유럽
- 영국
  - 런던 – 런던 히드로 국제공항
- 프랑스
  - 파리 – 파리 샤를 드 골 국제공항
- 독일
  - 프랑크푸르트 – 프랑크푸르트 국제공항

#### 남유럽
- 스페인
  - 마드리드 – 마드리드 바라하스 국제공항
  - 바르셀로나 – 바르셀로나 엘프라트 국제공항
- 이탈리아
  - 로마 - 레오나르도 다 빈치 국제공항
  - 밀라노 – 밀라노 말펜사 국제공항

### 아메리카

#### 북아메리카
- 미국
  - 뉴욕 – 뉴욕 존 F. 케네디 국제공항
  - 라스베가스 - 매캐런 국제공항
  - 마이애미 – 마이애미 국제공항
  - 보스턴 - 보스턴 로건 국제공항 - (2018년 7월 1일 신규취항)
  - 올랜도 – 올랜도 국제공항
- 멕시코
  - 멕시코시티 – 멕시코시티 국제공항

#### 남아메리카
- 베네수엘라
  - 카라카스 - 시몬 볼리바르 국제공항
- 볼리비아
  - 산타크루스데라시에라 - 비루비루 국제공항
- 브라질
  - 브라질리아 – 브라질리아 국제공항 허브
  - 상파울루
    - 상파울루 구아룰류스 국제공항 국제선 및 국내선 허브
    - 상파울루 콩고냐스 국제공항 국내선 허브

  - 리우데자네이루
    - 리우데자네이루 갈레앙 국제공항
    - 리우데자네이루 산투스 두몽 공항

  - 고이아니아 – 산타 고노비아 공항
  - 나타우 – 아우구스토 산세베로 국제공항
  - 나베간테스 – 미니스트로 비토리아 콘델 국제공항
  - 론드리아 – 론드리아 공항
  - 마카파 – 마카파 국제공항
  - 마세이오 – 줌비도스 팔마레스 국제공항
  - 마나우스 – 에두아르두 고메시 국제공항
  - 마라바 – 마라바 공항
  - 벨렝 – 발 드 캔스 국제공항
  - 벨루오리존치 – 탕크레두 네비스 국제공항
  - 보아비스타 – 아틀라스 브라질 칸타녜드 국제공항
  - 비토리아 – 엘니고 델 아구리안 세일스 공항
  - 사우바도르 – 데푸타도 루이스 에두아르도 마갈레스 국제공항
  - 산타렘 – 산타렘 마스트로 윌손 폰시카 공항
  - 상루이스 – 마르첼 쿤하 마치도 국제공항
  - 상조제두히우프레투 – 상조제두히우프레투 공항
  - 아라카주 – 산타마리아 공항
  - 우나 – 우나 꼬만다뚜바 공항
  - 우베를란지아 – 우베를란지아 공항
  - 일례우스 – 일례우스 조르지 아마도 공항
  - 임페라트리스 – 임페라트리스 공항
  - 주앙 페소아 – 프레젠트 카스토 핀토 국제공항
  - 주앵빌 – 주앵빌 라우로 카르네이루 델 로욜라 공항
  - 테레지나 – 테레지나 공항
  - 캄피나스 – 비라코푸스 캄피나스 국제공항
  - 캄푸그란데 – 캄푸그란데 국제공항
  - 쿠리치바 – 아폰소페냐 국제공항
  - 쿠이아바 – 마레샤우 깐지도 국제공항
  - 파우마스 – 파우마스 공항
  - 플로리아노폴리스 – 에르씰리오 루즈 국제공항
  - 포르탈레자 – 핀토 마틴스 국제공항
  - 포르투알레그리 – 살가도 필류 국제공항
  - 포르투세구루 – 포르투세구루 공항
  - 포르투벨류 – 고바네도르 조르제 떼이셰이라와 델 올리베이라 국제공항
  - 포스두이구아수 – 포스두이구아수 국제공항
  - 헤시피 – 헤시피 공항
  - 히베이랑프레투 – 레이테 로프 공항
  - 히우브랑쿠 – 히우브랑쿠 국제공항
- 아르헨티나
  - 부에노스아이레스
    - 아에로파르케 호르헤뉴베리
    - 미니스토로 피스타리니 국제공항

  - 산미겔데투쿠만 - 벤자민 마티엔조 국제공항
- 우루과이
  - 몬테비데오 – 카라사코 국제공항
- 칠레
  - 산티아고 – 코모도 아르투로 메리노 베니테스 국제공항
- 콜롬비아
  - 보고타 - 엘도라도 국제공항
- 파라과이
  - 아순시온 – 실비오 페티로시 국제공항
  - 시우다드델에스테 - 과라니 국제공항
- 페루
  - 리마 – 호르헤차베스 국제공항

## 기타 서비스
LATAM 항공 브라질은 전용 사이에 무료 버스 교통편을 위해 상파울루 구아룰류스 국제공항과 상파울루 콩고냐스 공항간 승객에게 정기적으로 제공한다.